# Mezokortykalny szlak dopaminergiczny
Mezokortykalny szlak dopaminergiczny – jeden ze szlaków, którymi aksony wydzielające dopaminę przebiegają w ośrodkowym układzie nerwowym.
Mezokortykalny szlak dopaminergiczny bierze swój początek w brzusznej części pola nakrywki. Znajdują się tam perykariony tworzących go neuronów. Ich aksony kierują się ku korze przedczołowej. Ich neuroprzekaźnik stanowi dopamina.
Neurony tworzące przedmiotowy szlak uczestniczą w spełnianiu kilku funkcji. Te wysyłające swe neuryty do grzbietowo-bocznej kory przedczołowej biorą udział w spełnianiu funkcji poznawczych i wykonawczych. Natomiast te kończące się w brzuszno-przyśrodkowej korze przedczołowej mogą odpowiadać za afekt i emocje. Informacje te nie są jednak pewne.
Uważa się, że mezokortykalny szlak dopaminergiczny związany jest przyczynowo ze schizofrenią, zwłaszcza zaś z jej objawami poznawczymi, negatywnymi i afektywnymi. Zbyt małe przekaźnictwo dopaminergiczne w odgałęzienia grzbietowo-bocznych wiąże się z wystąpieniem objawów poznawczych i niektórych negatywnych objawów psychotycznych, podczas gdy ubytek aktywności dopaminergicznej neuronów sięgających kory przedczołowej przyśrodkowo-brzusznej łączy się z objawami afektywnymi oraz również niektórymi negatywnymi objawami schizofrenii. Warunkowanie objawów schizofrenii przez niedobór dopaminy stwarza istotny problem, gdyż używane w jej terapii leki przeciwpsychotyczne stanowią blokery receptorów dopaminowych (głównie antagonisty receptora D2, stosowane w celu zmniejszenia nadmiernej aktywności mezolimbicznego szlaku dopaminergicznego, wywołującej z kolei objawy pozytywne). Na wymienione objawy wpływ ma jednak również przekaźnictwo glutaminianergiczne.